# Championnat du monde féminin de handball 1982
Navigation
Tchécoslovaquie 1978 Pays-Bas 1986
La 8e édition du championnat du monde féminin de handball  s'est déroulé en Hongrie du 2 au 12 décembre 1982.
Après avoir raté de peu le titre mondial en 1975 puis 1978, l'équipe d'Union soviétique remporte son premier titre mondial et confirme les doublé olympique acquis en 1976 et 1980. Les coéquipières de Tourtchyna remportent tous leurs matchs hormis un dernier match sans enjeu pour elles face la Hongrie qui en profite pour s'emparer de la médaille d'argent. La Yougoslavie doit se contenter du bronze et de l'Allemagne de l'Est, en perte de vitesse, termine au pied du podium. Cette édition voit également l'apparition au plus haut niveau de la Corée du Sud qui se classe sixième, marquant l'arrivée d'équipes compétitives hors du continent européen et la poursuite de la mondialisation du handball. 

## Tour préliminaire
Les deux premiers de chaque groupes disputent les places de 1 à 6, les autres les places de 7 à 12.

### Groupe A
|   | Équipe             | Pts | J | G | N | P | Bp | Bc | Diff | Dép |
| - | ------------------ | --- | - | - | - | - | -- | -- | ---- | --- |
| 1 | Hongrie            | 5   | 3 | 2 | 1 | 0 | 63 | 39 | 24   | +24 |
| 2 | Allemagne de l'Est | 5   | 3 | 2 | 1 | 0 | 57 | 37 | 20   | +20 |
| 3 | Norvège            | 2   | 3 | 1 | 0 | 2 | 57 | 53 | 4    | /   |
| 4 | États-Unis         | 0   | 3 | 0 | 0 | 3 | 23 | 71 | -48  | /   |

| 2 décembre 1982 | Allemagne de l'Est | 16 – 14 | Norvège | Budapest |
| 2 décembre 1982 | (8 – 6)            |         |         | Budapest |

| 2 décembre 1982 | Hongrie  | 22 – 4 | États-Unis | Budapest |
| 2 décembre 1982 | (15 – 1) |        |            | Budapest |

| 3 décembre 1982 18h30 | Allemagne de l'Est | 26 – 4 | États-Unis | Budapest |
| 3 décembre 1982 18h30 | (10 – 4)           |        |            | Budapest |

| 3 décembre 1982 20h00 | Hongrie | 24 – 18 | Norvège | Budapest |
| 3 décembre 1982 20h00 | (5 – 9) |         |         | Budapest |

| 5 décembre 1982 18h30 | Norvège  | 25 – 13 | États-Unis | Budapest |
| 5 décembre 1982 18h30 | (11 – 5) |         |            | Budapest |

| 5 décembre 1982 20h00 | Hongrie | 17 – 17 | Allemagne de l'Est | Budapest |
| 5 décembre 1982 20h00 | (8 – 7) |         |                    | Budapest |

### Groupe B
|   | Équipe           | Pts | J | G | N | P | Bp | Bc | Diff | Dép |
| - | ---------------- | --- | - | - | - | - | -- | -- | ---- | --- |
| 1 | Union soviétique | 6   | 3 | 3 | 0 | 0 | 65 | 49 | 16   | /   |
| 2 | Corée du Sud     | 3   | 3 | 1 | 1 | 1 | 69 | 68 | 1    | +1  |
| 3 | Roumanie         | 3   | 3 | 1 | 1 | 1 | 56 | 59 | -3   | -3  |
| 4 | Bulgarie         | 0   | 3 | 0 | 0 | 3 | 52 | 66 | -14  | /   |

| 2 décembre 1982 | Union soviétique | 22 – 12 | Bulgarie | Miskolc |
| 2 décembre 1982 | (13 – 5)         |         |          | Miskolc |

| 2 décembre 1982 | Corée du Sud | 22 – 22 | Roumanie | Miskolc |
| 2 décembre 1982 | (11 – 10)    |         |          | Miskolc |

| 3 décembre 1982 17h00 | Union soviétique | 23 – 21 | Corée du Sud | Debrecen |
| 3 décembre 1982 17h00 | (10 – 10)        |         |              | Debrecen |

| 3 décembre 1982 18h30 | Roumanie | 18 – 17 | Bulgarie | Debrecen |
| 3 décembre 1982 18h30 | (6 – 9)  |         |          | Debrecen |

| 5 décembre 1982 15h00 | Union soviétique | 20 – 16 | Roumanie | Miskolc |
| 5 décembre 1982 15h00 | (10 – 5)         |         |          | Miskolc |

| 5 décembre 1982 16h30 | Corée du Sud | 26 – 23 | Bulgarie | Miskolc |
| 5 décembre 1982 16h30 | (14 – 11)    |         |          | Miskolc |

### Groupe C
|   | Équipe               | Pts | J | G | N | P | Bp | Bc | Diff |
| - | -------------------- | --- | - | - | - | - | -- | -- | ---- |
| 1 | Yougoslavie          | 6   | 3 | 3 | 0 | 0 | 80 | 43 | 37   |
| 2 | Tchécoslovaquie      | 4   | 3 | 2 | 0 | 1 | 64 | 52 | 12   |
| 3 | Allemagne de l'Ouest | 2   | 3 | 1 | 0 | 2 | 65 | 49 | 16   |
| 4 | RP Congo             | 0   | 3 | 0 | 0 | 3 | 34 | 99 | -65  |

| 2 décembre 1982 | Yougoslavie | 21 – 16 | Allemagne de l'Ouest | Miskolc |
| 2 décembre 1982 | (12 – 8)    |         |                      | Miskolc |

| 2 décembre 1982 | Tchécoslovaquie | 30 – 13 | RP Congo | Miskolc |
| 2 décembre 1982 | (11 – 5)        |         |          | Miskolc |

| 3 décembre 1982 17h00 | Yougoslavie | 37 – 11 | RP Congo | Pécs |
| 3 décembre 1982 17h00 | (17 – 4)    |         |          | Pécs |

| 3 décembre 1982 18h30 | Tchécoslovaquie | 18 – 17 | Allemagne de l'Ouest | Pécs |
| 3 décembre 1982 18h30 | (10 – 10)       |         |                      | Pécs |

| 5 décembre 1982 15h00 | Allemagne de l'Ouest | 32 – 10 | RP Congo | Miskolc |
| 5 décembre 1982 15h00 | (13 – 4)             |         |          | Miskolc |

| 5 décembre 1982 16h30 | Yougoslavie | 22 – 16 | Tchécoslovaquie | Miskolc |
| 5 décembre 1982 16h30 | (11 – 7)    |         |                 | Miskolc |

## Tour principal
Les résultats du premier tour opposant deux équipes d'un même groupe sont conservés.

### Poule basse (7 à 12)
|    | Équipe               | Pts | J | G | N | P | Bp  | Bc  | Diff |
| -- | -------------------- | --- | - | - | - | - | --- | --- | ---- |
| 7  | Norvège              | 9   | 5 | 4 | 1 | 0 | 109 | 77  | 32   |
| 8  | Roumanie             | 6   | 5 | 2 | 2 | 1 | 121 | 80  | 41   |
| 9  | Allemagne de l'Ouest | 5   | 5 | 2 | 1 | 2 | 110 | 75  | 35   |
| 10 | Bulgarie             | 4   | 5 | 2 | 0 | 3 | 101 | 93  | 8    |
| 11 | États-Unis           | 2   | 5 | 1 | 0 | 4 | 76  | 122 | -46  |
| 12 | RP Congo             | 0   | 5 | 0 | 0 | 5 | 74  | 145 | -71  |

| 7 décembre 1982 | Norvège  | 28 – 14 | RP Congo | Szolnok |
| 7 décembre 1982 | (13 – 7) |         |          | Szolnok |

| 7 décembre 1982 | Roumanie | 34 – 15 | États-Unis |  |
| 7 décembre 1982 | (18 – 9) |         |            |  |

| 7 décembre 1982 | Allemagne de l'Ouest | 18 – 15 | Bulgarie |  |
| 7 décembre 1982 | (9 – 8)              |         |          |  |

| 8 décembre 1982 17h00 | Norvège  | 22 – 19 | Bulgarie | Eger |
| 8 décembre 1982 17h00 | (10 – 7) |         |          | Eger |

| 8 décembre 1982 18h30 | Roumanie | 18 – 18 | Allemagne de l'Ouest | Eger |
| 8 décembre 1982 18h30 | (9 – 7)  |         |                      | Eger |

| 8 décembre 1982 18h30 | États-Unis | 19 – 16 | RP Congo | Győr |
| 8 décembre 1982 18h30 | (9 – 7)    |         |          | Győr |

| 10 décembre 1982 | Norvège  | 18 – 15 | Allemagne de l'Ouest | Veszprém |
| 10 décembre 1982 | (10 – 6) |         |                      | Veszprém |

| 10 décembre 1982 | Roumanie | 35 – 14 | RP Congo |  |
| 10 décembre 1982 | (16 – 7) |         |          |  |

| 10 décembre 1982 | Bulgarie | 19 – 15 | États-Unis |  |
| 10 décembre 1982 | (14 – 8) |         |            |  |

| 11 décembre 1982 | Norvège | 16 – 16 | Roumanie | Budapest |
| 11 décembre 1982 | (8 – 8) |         |          | Budapest |

| 11 décembre 1982 | Allemagne de l'Ouest | 27 – 14 | États-Unis |  |
| 11 décembre 1982 | (14 – 8)             |         |            |  |

| 11 décembre 1982 | Bulgarie | 31 – 20 | RP Congo |  |
| 11 décembre 1982 | (13 – 9) |         |          |  |

### Poule haute (1 à 6)
|   | Équipe             | Pts | J | G | N | P | Bp  | Bc  | Diff | Dép |
| - | ------------------ | --- | - | - | - | - | --- | --- | ---- | --- |
| 1 | Union soviétique   | 8   | 5 | 4 | 0 | 1 | 86  | 81  | 5    | /   |
| 2 | Hongrie            | 7   | 5 | 3 | 1 | 1 | 99  | 89  | 10   | +10 |
| 3 | Yougoslavie        | 7   | 5 | 3 | 1 | 1 | 102 | 95  | 7    | +7  |
| 4 | Allemagne de l'Est | 6   | 5 | 2 | 2 | 1 | 99  | 89  | 10   | /   |
| 5 | Tchécoslovaquie    | 2   | 5 | 1 | 0 | 4 | 83  | 98  | -15  | /   |
| 6 | Corée du Sud       | 0   | 5 | 0 | 0 | 5 | 112 | 129 | -17  | /   |

| 7 décembre 1982 17h00 | Union soviétique | 15 – 14 | Allemagne de l'Est | Budapest |
| 7 décembre 1982 17h00 | (6 – 8)          |         |                    | Budapest |

| 7 décembre 1982 18h30 | Yougoslavie | 27 – 25 | Corée du Sud | Budapest |
| 7 décembre 1982 18h30 | (16 – 15)   |         |              | Budapest |

| 7 décembre 1982 20h00 | Hongrie  | 20 – 17 | Tchécoslovaquie | Budapest |
| 7 décembre 1982 20h00 | (11 – 7) |         |                 | Budapest |

| 8 décembre 1982 17h00 | Allemagne de l'Est | 23 – 18 | Tchécoslovaquie | Budapest |
| 8 décembre 1982 17h00 | (14 – 7)           |         |                 | Budapest |

| 8 décembre 1982 18h30 | Union soviétique     | 21 – 19  | Yougoslavie           | Budapest Arbitrage : Kabadelov/Kostov |
| 8 décembre 1982 18h30 | Natalia Tsygankova 6 | (10 – 8) | Jasna Merdan-Kolar 12 | Budapest Arbitrage : Kabadelov/Kostov |
| 8 décembre 1982 18h30 | ×7                   | Rapport  | ×3                    | Budapest Arbitrage : Kabadelov/Kostov |

- Union soviétique : Natalia Mitriouk, Tatiana Chalimova; Larissa Karlova (3)  , Irina Paltchikova , Zinaïda Tourtchyna  , Maria Bazanova (2) , Ioulia Safina (2), Olga Soubareva (5) , Lioubov Odinokova, Olga Kolomiets, Natalia Gouskova (3), Natalia Tsygankova (6 dont 1 pen.).
- Yougoslavie: Jasna Ptujec, Slavica Djukic; Alenka Cuderman, Emilija Ercic, Svetlana Anastasovski , Mirjana Ognjenovic (1), Milenka Sladic (1) , Olga Pejovic (2), Mirjana Djurica (1), Biserka Visnjic (2), Jasna Merdan-Kolar (12 dont 5 pen.), Svetlana Mugosa.

| 8 décembre 1982 20h00 | Hongrie   | 31 – 25 | Corée du Sud | Budapest |
| 8 décembre 1982 20h00 | (18 – 12) |         |              | Budapest |

| 10 décembre 1982 17h00 | Allemagne de l'Est | 28 – 22 | Corée du Sud | Budapest |
| 10 décembre 1982 17h00 | (14 – 12)          |         |              | Budapest |

| 10 décembre 1982 18h30 | Union soviétique | 14 – 12 | Tchécoslovaquie | Budapest |
| 10 décembre 1982 18h30 | (9 – 6)          |         |                 | Budapest |

| 10 décembre 1982 20h00 | Hongrie      | 16 – 17  | Yougoslavie            | Budapest Arbitrage : Nilsson/Wester |
| 10 décembre 1982 20h00 | 3 joueuses 3 | (9 – 10) | Jasna Merdan-Kolar (8) | Budapest Arbitrage : Nilsson/Wester |
| 10 décembre 1982 20h00 | ×3           | Rapport  | ×8 ×1                  | Budapest Arbitrage : Nilsson/Wester |

- Hongrie : Mariann Racz, Györgyi Györvari; Erzsébet Nemeth (1) , Anna György, Amalia Sterbinszky (2), Valeria Kramer (1), Marianna Nagy-Gódor (2), Klara Csik (1), Vanya Maria Vadasz, Eva Angyal (3), Katalin Gombai (3), Ildiko Barna (3 dont 1 pen.).
- Yougoslavie : Jasna Ptujec (1), Slavica Djukic; Emilija Ercic, Svetlana Anastasovski (3), Mirjana Ognjenovic , Milenka Sladic (2 dont 1 pen.) , Olga Pejovic, Jadranka Jez , Mirjana Djurica (2), Biserka Visnjic (1) , Zorica Vojinovic, Jasna Merdan-Kolar (8 dont 1 pen.)    .

| 12 décembre 1982 14h30 | Yougoslavie | 17 – 17 | Allemagne de l'Est | Budapest |
| 12 décembre 1982 14h30 | (9 – 5)     |         |                    | Budapest |

| 12 décembre 1982 16h00 | Tchécoslovaquie | 20 – 19 | Corée du Sud | Budapest |
| 12 décembre 1982 16h00 | (13 – 8)        |         |              | Budapest |

| 12 décembre 1982 17h30 | Hongrie                 | 15 – 13 | Union soviétique   | Budapest Affluence : 10 000 Arbitrage : Schüning/Woldt |
| 12 décembre 1982 17h30 | Marianna Nagy-Gódor (7) | (6 – 6) | Sigita Strečen (5) | Budapest Affluence : 10 000 Arbitrage : Schüning/Woldt |
| 12 décembre 1982 17h30 | ×3                      | Rapport | ×3                 | Budapest Affluence : 10 000 Arbitrage : Schüning/Woldt |

- Hongrie : Mariann Racz, Györgyi Györvari ; Erzsébet Nemeth, Anna György (1), Zsuzsa Nyari (1) , Amalia Sterbinszky (2), Valeria Kramer, Marianna Nagy-Gódor (7 dont 1 pen.), Klara Csik, Eva Angyal (2), Katalin Gombai (2), Ildiko Barna .
- Union soviétique : Nataliya Mitriouk, Tatiana Chalimova; Irina Paltchikova, Zinaïda Tourtchyna, Sigita Strečen (5) , Maria Bazanova , Ioulia Safina (2), Olga Soubareva, Lioubov Odinokova , Olga Kolomiets (3), Natalia Gouskova (1), Natalia Tsygankova (2).

## Classement final
| Rang                      | Équipe               | J | G | N | P | Bp  | Bc  |  |
| ------------------------- | -------------------- | - | - | - | - | --- | --- |  |
| Médaille d'or, monde      | Union soviétique     | 7 | 6 | 0 | 1 | 128 | 109 |  |
| Médaille d'argent, monde  | Hongrie              | 7 | 5 | 1 | 1 | 145 | 111 |  |
| Médaille de bronze, monde | Yougoslavie          | 7 | 5 | 1 | 1 | 160 | 122 |  |
| 4                         | Allemagne de l'Est   | 7 | 4 | 2 | 1 | 141 | 107 |  |
| 5                         | Tchécoslovaquie      | 7 | 3 | 0 | 4 | 131 | 128 |  |
| 6                         | Corée du Sud         | 7 | 1 | 1 | 5 | 160 | 174 |  |
|                           |                      |   |   |   |   |     |     |  |
| 7                         | Norvège              | 7 | 4 | 1 | 2 | 141 | 117 |  |
| 8                         | Roumanie             | 7 | 3 | 3 | 1 | 159 | 122 |  |
| 9                         | Allemagne de l'Ouest | 7 | 3 | 1 | 3 | 143 | 114 |  |
| 10                        | Bulgarie             | 7 | 2 | 0 | 5 | 136 | 141 |  |
| 11                        | États-Unis           | 7 | 1 | 0 | 6 | 84  | 169 |  |
| 12                        | RP Congo             | 7 | 0 | 0 | 7 | 98  | 212 |  |

L'URSS, la Hongrie et la Yougoslavie sont qualifiés Jeux olympiques de Los Angeles tandis que les autres nations européennes sont reléguées dans le Championnat du monde B 1983 (pl). Néanmoins, le Boycott des Jeux olympiques d'été de 1984 par de nombreuses nations du Bloc de l'Est va modifier drastiquement les équipes qualifiées pour les JO.

## Statistiques et récompenses

### Équipe-type
L'équipe  idéale,  d'après  les  performances  du  VIIIe  championnat  du  monde sont, :
- Meilleure joueuse :  Larissa Karlova
- Meilleure gardienne de but :  Jasna Ptujec (en)
- Meilleure ? :  Svetlana Anastasovska (en)
- Meilleure arrière ? :  Marianna Nagy-Godor
- Meilleure ? :  Yoon Byung-soon (en)
- Meilleure ? :  Éva Angyal (en)
- Meilleure demi-centre ? :  Jasna Merdan-Kolar
- Meilleure arrière gauche ? :  Natalia Tsygankova

### Statistiques individuelles
- Meilleure gardienne de but[1],[2] :  Turid Smedsgård

| Rang | Joueuse                    | Équipe             | Buts | Champs | 7m | MJ | Moy. |
| ---- | -------------------------- | ------------------ | ---- | ------ | -- | -- | ---- |
| 1    | Jasna Merdan-Kolar         | Yougoslavie        | 52   | 23     | 29 | 7  | 7,4  |
| 2    | Yoon Byung-soon            | Corée du Sud       | 46   | 39     | 7  | 7  | 6,6  |
| 3    | Marianna Nagy-Godor        | Hongrie            | 44   | 26     | 18 | 7  | 6,3  |
| 4    | Kim Ok-hwa                 | Corée du Sud       | 42   | 32     | 10 | 7  | 6,0  |
| 5    | Solange Koulinka           | RP Congo           | 39   | 30     | 9  | 7  | 5,6  |
| 6    | Maria Török (ro)           | Roumanie           | 38   | 17     | 21 | 7  | 5,4  |
| 7    | Katrin Krüger-Mietzner     | Allemagne de l'Est | 36   | 23     | 13 | 7  | 5,1  |
| 8    | Jana Kuťková               | Tchécoslovaquie    | 31   | 9      | 22 | 7  | 4,4  |
| 9    | Tatiana Vateva             | Bulgarie           | 30   | 18     | 12 | 7  | 4,3  |
| 10   | Kristin Glosimot Kjelsberg | Norvège            | 29   | 18     | 11 | 6  | 4,8  |
| 10   | Cynthia Stinger            | États-Unis         | 29   | 21     | 8  | 7  | 4,1  |

## Effectif des équipes sur le podium

### Championne du monde:Union soviétique
L'effectif de l'URSS était,, :
| Joueuse                             | Club             | MJ | Buts | Suspension |
| ----------------------------------- | ---------------- | -- | ---- | ---------- |
| Olga Zoubareva                      | Spartak Kiev     | 7  | 28   | 4          |
| Natalia Tsigankova (Lapitskaïa)     | Kouban Krasnodar | 7  | 22   | 0          |
| Ioulia Safina                       | ?                | 7  | 20   | 4          |
| Larissa Karlova                     | Spartak Kiev     | 6  | 17   | 6          |
| Natalia Gouskova (Anissimova)       | Kouban Krasnodar | 7  | 14   | 6          |
| Olga Kolomiets                      | Spartak Kiev     | 7  | 7    | 2          |
| Sigita Strečen (en)                 | Eglė Vilnius     | 2  | 5    | 1          |
| Marina Bazanova                     | Spartak Kiev     | 7  | 5    | 3          |
| Zinaïda Tourtchyna                  | Spartak Kiev     | 7  | 5    | 5          |
| Lioubov Odinokova (Berejnaïa)       | Spartak Kiev     | 6  | 3    | 4          |
| Irina Paltchikova                   | Spartak Kiev     | 5  | 1    | 2          |
| Nina Getsko (Lobova) (GB)           | Kolos Berehove   | 1  | 0    | 0          |
| Olga Dedoussenko                    | Spartak Kiev     | 1  | 0    | 0          |
| Tatiana Chalimova (Djandjgava) (GB) | Spartak Kiev     | 6  | 0    | 0          |
| Natalia Mitriouk (GB)               | Spartak Kiev     | 7  | 0    | 0          |
| Anelia Sagitova[réf. à confirmer]   | ?                | ?  | ?    | ?          |
| Sélectionneur : Igor Tourtchine     |                  |    |      |            |

### Vice-championne du monde:Hongrie
L'effectif de la Hongrie était,, :
| Joueuse                          | Club                  | MJ | Buts | Suspension |
| -------------------------------- | --------------------- | -- | ---- | ---------- |
| Mariann Gódor (Nagy)             | Vasas Budapest        | 7  | 44   | 0          |
| Éva Angyal (en)                  | Vasas Budapest        | 7  | 28   | 0          |
| Amália Sterbinszky               | Helsingør IF          | 7  | 15   | 4          |
| Katalin Gombai                   | Vasas Budapest        | 7  | 14   | 0          |
| Mária Vanya (Vadász) (en)        | Vasas Budapest        | 6  | 13   | 6          |
| Ildikó Barna                     | Vasas Budapest        | 5  | 11   | 2          |
| Zsuzsa Nyári                     | ?                     | 5  | 5    | 3          |
| Klára Horváth (Csík) (en)        | Budapest Spartacus SC | 7  | 4    | 7          |
| Valéria Kramer (Agócs)           | Vasas Budapest        | 6  | 3    | 0          |
| Anna György                      | Építők SC             | 6  | 3    | 3          |
| Erzsébet Csajbók (Németh) (en)   | ?                     | 3  | 2    | 1          |
| Gabriella Jakab                  | ?                     | 1  | 1    | 0          |
| Erzsébet Balogh (en) (Nyári)     | ?                     | 2  | 1    | 0          |
| Györgyi Győrvári (Őri) (en) (GB) | Vasas Budapest        | 6  | 1    | 1          |
| Klára Bonyhádi (en) (GB)         | Építők SC             | 1  | 0    | 0          |
| Mariann Rácz (GB)                | Vasas Budapest        | 7  | 0    | 0          |
| Sélectionneur : János Csík (en)  |                       |    |      |            |

### Troisième place:Yougoslavie
L'effectif de la Yougoslavie était, :
| Joueuse                         | Club                   | MJ | Buts | Suspension |
| ------------------------------- | ---------------------- | -- | ---- | ---------- |
| Jasna Merdan                    | Lokomotiva Mostar      | 7  | 52   | 8          |
| Milenka Sladić                  | Radnički Belgrade      | 6  | 20   | 7          |
| Biserka Višnjić                 | Trešnjevka Zagreb (hr) | 6  | 18   | 3          |
| Mirjana Ognjenović              | ?                      | 6  | 14   | 2          |
| Mirjana Đurica                  | ?                      | 6  | 14   | 4          |
| Svetlana Anastasovska (en)      | ?                      | 7  | 13   | 3          |
| Zorica Vojinović                | ?                      | 5  | 7    | 0          |
| Ljiljana Mugoša                 | Budućnost Titograd     | 4  | 4    | 0          |
| Emilija Erčić                   | Radnički Belgrade      | 5  | 4    | 0          |
| Alenka Cuderman                 | Radnički Belgrade      | 4  | 3    | 0          |
| Jadranka Jež                    | ?                      | 5  | 3    | 2          |
| Olga Sekulić-Pejović            | ?                      | 6  | 3    | 0          |
| Zita Galić                      | ?                      | 2  | 2    | 0          |
| Jasna Ptujec (en) (GB)          | ?                      | 6  | 1    | 0          |
| Slavka Smiljanić (GB)           | ?                      | 2  | 0    | 0          |
| Slavica Đukić (en) (GB)         | Radnički Belgrade      | 6  | 0    | 0          |
| Sélectionneur : Josip Samaržija |                        |    |      |            |

À noter l'absence de Svetlana Kitić pour cause de maternité.